# 1834
1834 (MDCCCXXXIV) година е обикновена година, започваща в сряда според Григорианския календар.

## Събития
- 16 октомври – Пожар унищожава по-голямата част от оригиналната сграда на Уестминстърския дворец (парламента) в Лондон.

## Родени
- Бранислав Велешки, български революционер († 1919 г.)
- Георги Бабаджанов, български революционер († 1894 г.)
- Спиро Джеров, български революционер († 1868 г.)
- Лев Каменев – руски художник, пейзажист († 1886 г.)
- 2 януари – Тодор Бурмов, български политик († 1906 г.)
- 18 януари – Йоаким III, константинополски патриарх († 1912 г.)
- 27 януари – Димитрий Менделеев, руски химик (нов стил 8 февруари) († 1907 г.)
- 1 февруари – Кузман Шапкарев, български книжовник и фолклорист († 1909 г.)
- 16 февруари – Ернст Хекел, немски естественик († 1919 г.)
- 17 март – Готлиб Даймлер, германски инженер († 1900 г.)
- 21 март – Иван Найденов, български публицист († 1910 г.)
- 24 март – Уилям Морис, английски дизайнер, художник, писател и социалист († 1896 г.)
- 7 април – Григорий Мясоедов, руски художник, передвижник († 1911 г.)
- 30 април – Джон Лъбок, английски археолог, политик и естественик († 1913 г.)
- 19 юли – Едгар Дега, френски художник, импресионист († 1917 г.)
- 5 август – Евалд Херинг, германски физиолог († 1918 г.)
- 26 септември – Димитър Павлович, български лекар († 1911 г.)
- 15 октомври – Петър Оджаков, български просветен деец († 1916 г.)
- 13 ноември – Николай Столетов, руски офицер († 1912 г.)
- 30 декември – Ернст Равенщайн, немско-британски географ († 1913 г.)

## Починали
- 12 февруари – Фридрих Шлайермахер, германски теолог (р. 1768 г.)
- 25 юли – Самюъл Колридж, английски поет (р. 1772 г.)
- 10 септември – Хрисант Константинополски, цариградски патриарх (р. 1768 г.)
- 24 септември – Педру I, император на Бразилия (р. 1798 г.)
- 23 декември – Томас Малтус, британски учен – икономист и социолог (р. 1766 г.)

Вижте също:
- календара за тази година